# يو إف سي ليلة القتال: سيلفا ضد بيسبنغ
يو إف سي ليلة القتال: سيلفا ضد بيسبنغ (بالإنجليزية: UFC Fight Night: Silva vs. Bisping)‏ هو حدث لفنون القتال المختلطة نظمته يو إف سي، أُقيم في 27 فبراير 2016، على ذا أوه2 أرينا في لندن، إنجلترا.